# مو تلسکوپ
مو تلسکوپ یک ستاره است که در صورت فلکی تلسکوپ قرار دارد.